# Tracy Spiridakos

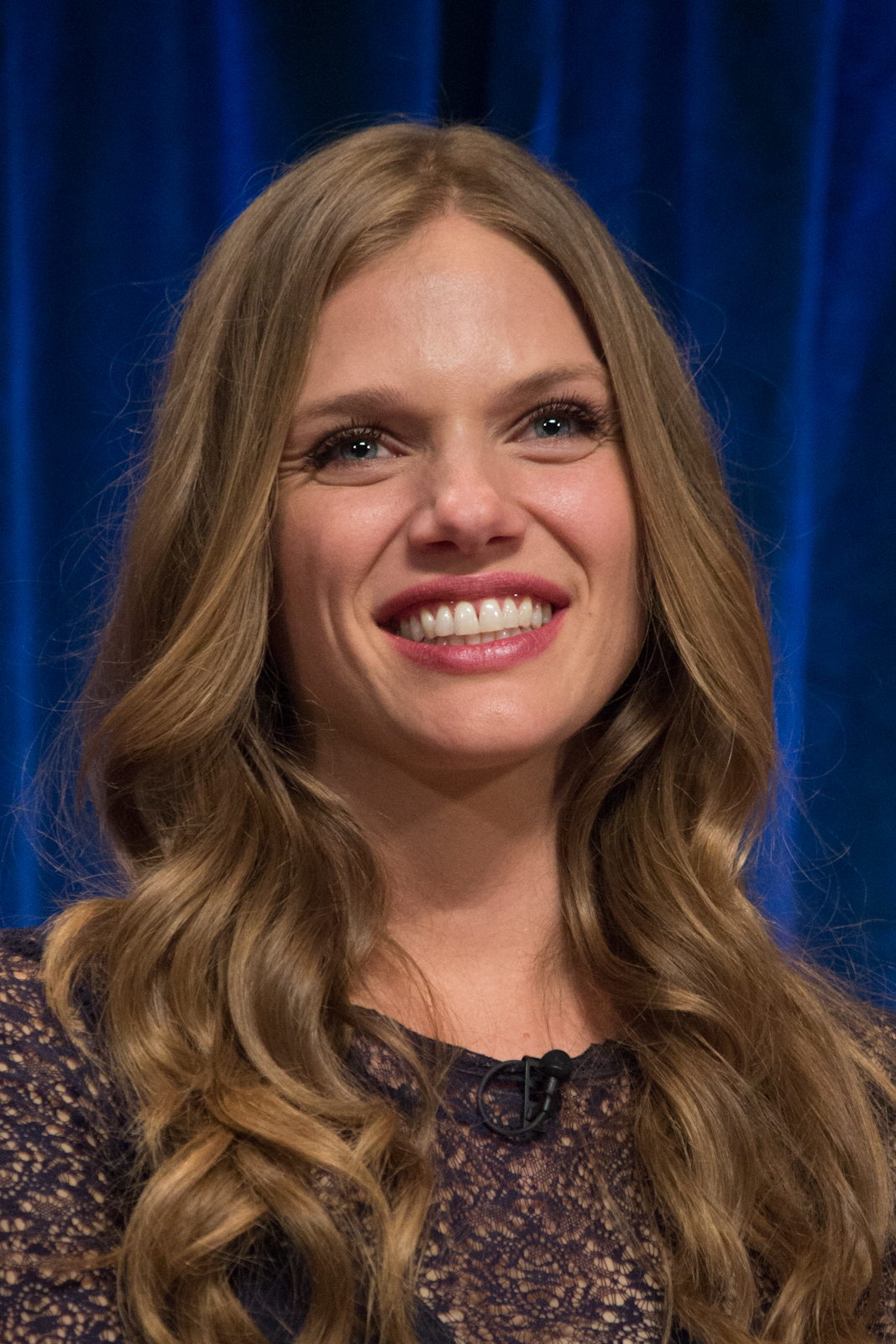
Tracy Spiridakos (2013)

Tracy Spiridakos (* 20. Februar 1988 in Winnipeg, Manitoba) ist eine griechisch-kanadische Schauspielerin, die vor allem durch kleine Serienrollen und als Protagonistin Charlie in Revolution (2012–2014) bekannt wurde. Von 2017 bis 2024 spielte sie eine Hauptrolle in Dick Wolfs Chicago P.D.

## Werdegang
Spiridakos wurde im kanadischen Winnipeg geboren, zog jedoch im Alter von vier Jahren mit ihren Eltern in den kleinen Ort Skala in der Nähe von Sparta. Obwohl sie später zurück nach Kanada zogen, spielt ihre griechische Herkunft für sie eine große Rolle. Bevor sie ihre Karriere in Vancouver begann, arbeitete sie nebenbei in dem Restaurant ihrer Eltern in Winnipeg.
In Being Human spielt sie die wiederkehrende Rolle der Werwölfin Brynn. Außerdem war sie 2012 in dem Musical-Fernsehfilm Rags zu sehen. Von September 2012 bis Mai 2014 übernahm sie die Rolle der Protagonistin Charlie in der Science-Fiction-Serie Revolution.

## Filmografie

### Fernsehserien
- 2007: Supernatural (Folge 3x05)
- 2007: Bionic Woman (Folge 1x06)
- 2007: Aliens in America (Folge 1x10)
- 2009: The L Word – Wenn Frauen Frauen lieben (The L Word, Folge 6x03)
- 2009–2011: Majority Rules – Becky regiert die Stadt (Majority Rules!, 26 Folgen)
- 2010: Psych (Folge 5x06)
- 2010: Hellcats (Folge 1x03)
- 2010: Tower Prep (Folge 1x06)
- 2011: Soldiers of the Apocalypse
- 2011: Mortal Kombat: Legacy (Folge 1x06)
- 2012: Being Human (4 Folgen)
- 2012–2014: Revolution (42 Folgen)
- 2014: Episodes (Folge 3x06)
- 2015: Bates Motel (3 Folgen)
- 2016–2017: MacGyver (3 Folgen)
- 2017–2024: Chicago P.D.
- 2018–2022: Chicago Med (3 Folgen)
- 2018–2024: Chicago Fire (6 Folgen)
- 2020: FBI (Folge 2x19)

### Filme
- 2008: Every Second Counts
- 2008: The Secret Lives of Second Wives
- 2009: Web of Desire
- 2010: Der Dämon – Im Bann des Goblin (Goblin) (Fernsehfilm)
- 2010: The Boy She Met Online
- 2011: Planet der Affen: Prevolution (Rise of the Planet of the Apes)
- 2012: Rags
- 2012: Kill for Me – Düsteres Geheimnis (Kill for Me)